# Чоглей, Петер
Пе́тер Чо́глей (словац. Peter Čögley; род. 11 августа 1988, Тренчин, Западно-Словацкий край) — словацкий футболист, защитник клуба «Злате Моравце».

## Карьера
Петер является воспитанником «Тренчина», за который начал выступать в 2007 году. Он дебютировал 14 июля во встрече с «Жилиной». В своём первом сезоне Чоглей принял участие в 23 матчах.
«Тренчин» весной 2008 года покинул высший футбольный дивизион Словакии, и Петер на протяжении трёх сезонов выступал в Первой лиге, пока не смог возвратиться в Цоргонь лигу.
13 августа 2011 года Чоглей вновь сыграл в высшей лиге Словакии.
25 июля 2013 года защитник дебютировал в еврокубках во встрече квалификационного раунда Лиги Европы 2013/14 против шведского «Гётеборга».
В сезоне 2014/15 Петер в составе «Тренчина» стал чемпионом Словакии и обладателем кубка. В финальной встрече кубка Чоглей отметился автоголом, но его команде удалось одержать победу в серии послематчевых пенальти.
8 января 2016 года перешёл в чешский клуб «Богемианс 1905».

## Достижения
Тренчин
- Чемпион Словакии : 2014/15
- Обладатель Кубка Словакии : 2014/15